# كايتو كيد
كايتو كيد (باليابانية:黒羽 快斗 وتقرأ كوروبا كايتو) شخصية خيالية من شخصيات ماجك كايتو، وظهر لاحقًا في سلسلة المحقق كونان كذلك للمؤلف غوشو أوياما، والده هو توتشي كوروبا (黒羽 盗) كان اللص الطائر الأول قبل أن يقتل في فرنسا عندما رفض سرقة جوهرة الباندورا لمنظمة شريرة. مات ولا يزال كايتو صغيرا وقالوا له أنه مات في إحدى عروضه للسحر لكن الحقيقة لم تكن كذلك ومرت السنين إلى أن عرف كايتو أن والده مات مقتولا لذلك قرر إحياء شخصية كيد اللص الطائر مره أخرى والبحث عن قاتل والده ولكنه لم يجده.

## بداية القصة

رمز اللص الطائر كايتو كيد Kaito Kid

والد كايتو كيد [باليابانية 黒羽 快斗 ] هو توتشي كوروبا كان اللص الطائر الأول وكان لاعب خفه ماهر وهو لص غامض ذو اهتمام غريب بسرقة كل ما هو لامع من الجواهر والأحجار الكريمة، كان هذا اللص يقوم بعملياته على صعيد عالمي في عدة بلدان كبريطانيا وفرنسا بالإضافة إلى اليابان طوال هذه المدة لم يتمكن أحد من الإمساك به أو التعرف على شخصيته ولكن فجأة اختفى هذا اللص وتوقفت عملياته في ظروف غامضة توقفت لمدة ثماني سنوات بعدها اكتشف كايتو أن والده كان اللص الطائر بينما كان كايتو منهمكا في التفكير وهو يتأمل صورة أبيه المعلقة على الحائط إذ دفعت يده الصورة إلى الخلف قليلا فتبدت له فتحة في الحائط ما لبث أن انسل منها إلى غرفة غريبة مليئة بالمعدات والألبسة وهناك ظهرت له المفاجأة الكبرى حيث بدا له صوت والده المسجل وهو يستقبله في تلك الغرفة المنفية في ركن مظلم من بيتهم صوت والده تجلى وهو يخبره بسره الذي ظل مخبئا لوقت طويل بأنه هو تبا يبدو أن الشريط انقطع وحين أراد الضغط على زر متابعة انفتح باب ليظهر عليه معلقا الرداء الأبيض والقبعة الطويلة المزينة بشريط أزرق من الحرير لـقد كان أبوه هو كايتو كيد، لم يدخر كايتو أي ثانية إضافية فقد ارتدى تلك الملابس فورا مقررا إنهاء العمل الذي بدأه أبوه وحمل الإرث على كتفيه وقد قرر أن يقوم بدور اللص الطائر حتى يجد جوهرة باندورا وهي جوهرة يصبح لونها أحمر عند تعريضها لضوء القمر وهذه الجوهرة التي يبحثون عنها تحوي جوهرة حمراء أصغر بداخلها تسمى باندورا هنالك خرافة تقول بأنك إن رفعت الجوهرة في ضوء القمر ستخرج دموع من الجوهرة الأصغر أي شخص يشرب من تلك الدموع سوف يحوز الخلودالنعيمي الموعود !.
و يمنع المنظمة للوصول إليها فاخذ كايتو كيد مكان أبيه ليمسك العصابة التي قتلت اباه.

## شخصية كايتو كيد
كوروبا كايتو هو طالب شديد الذكاء في المرحلة الثانوية عمره 17 ونصف عام يحب المزاح الغير المؤذي للآخرين ويعشق ألعاب الخفة التي تعلمها من والده وهو يحب ناكاموري أوكو [Nakamori Aoko]التي تعرف إليها وهو صغير وهي أيضا صديقته منذ الطفولة بالإضافة إلى أكاكو كويزمي [Akako Koizumi] وهي فتاة في مثل عمره تحبه سرا.
بعد أن يعرف كايتو سر والده يبدأ حيث انتهى والده ويكتشف أن والده في الحقيقة قُتِل من قبل منظمة إجرامية بسبب رفضه سرقة حجر باندورا الكريم وقد أقسم على إيجاده قبلهم وحتى يتمكن من إيجادهم قام بانتحال شخصيته لكي يجعل قتلة والده يظهرون مرة أخرى فيرسل كيد رسالة جديدة إلى قسم الشرطة معلنا فيها عن مغامرة جديدة فيحاول الشرطة في معرفة المكان الموعود الذي سيكشف فيه كيد عن نفسه وغالبا ما يخطئون فهو ينزل عادة على أماكن مرتفعة سطح بناء مثلا أو برج كبرج طوكيو قلة هم من يستطيعون تخمين المكان لأن الأغلبية عادة لا يستطيعون فك الغموض التي تطرحه رسالته قلة هم أولئك أمثال سينشي كودو وينزل على البناء بثقة تامة بواسطة طائرة شراعية بهدوء يزلزل أكثر الأعصاب رسوخا من وراءه الأبيض يعانق الهواء كعلم تحد خفاق قبعته الطويلة مثبتة بإحكام فوق رأسه والعدسة المترفة تزين عينه اليمنى وتضفي على شخصيته نكهة مميزة من العبقرية واللمعان منطقه الغريب يجعله أكثر صعوبة للفهم فهو يشبه طائرة الشرطة العمودية بالغربان يتلاعب برجال الشرطة كما يتلاعب الطفل الصغير بألعابه قدرته العجيبة على تقليد الأصوات منحته بعدا آخر من المراوغة والدهاء وقدرته الأخرى الأكثر إثارة على انتحال الشخصيات البالغة منها جعلته يتخفى عن الأنظار متى أراد يعرف شخصيته المنتحلة كلية ويحفظ أكثر المعلومات دقة عنها والتي قد يغفلها الناس العاديون كرقم رخصة القيادة مثلا ويثبت عجز الشرطة فهو ينسل من بينهم ويختفي ويظهر كظل رجل في أضواء مختلفة لم يكن هدفه الاستهزاء برجال الشرطة ولا ليسرق جوهرة خطفت الأبصار بلمعانها المتألق فهو يعيد ما يسرقه عادة كان يريد من أولئك الذين قتلوا والده أن يظهروا للعيان وقد ظهروا فعلا فقد كان يلاحق كايتو كيد مجموعة من الـتاشي أو رجال يرتدون ملابس سوداء ظهروا من أجل شيء ما إن عرفه كيد حتى أخذت غاراته منحى جديدا كلية كان يجب أن يصل إليها قبلهم تلك الجوهرة التي كانت سبب في مقتل أبيه عندما اعترض طريق هؤلاء الرجال الذين يرغبون بالحصول عليها

## مهاراته
مهارات كايتو تجعل الإمساك به صعبا فهو ماهر جدا في الخدع والقدرات السحرية المتميزة بإمكانه أن يقلد أي صوت بدون مساعدة أداة خاصة وهو يستطيع التنكر بزي أي شخص وأول شخصية قام بتنكرها هو سينشي كودو
حيث قام كيد بالتنكر بزي سينشي بالفيلم الثالث الذي اسمه ساحر القرن الأخير
حيث اكتشف كايتو كيد حقيقة كونان وتنكر في شخصية شينتشي وظهر أمام ران وفي نفس الفلم أيضا تنكر بشخصية الضابط شيراتوري. وكذلك في الفيلم الرابع عشر تنكر بشخصية كودو شينتيشي ليخدع ران لانها شكت به وكادت أن تسلمه للمفتش ناكاموري
وكذلك في الفيلم الثامن 2004 " ساحر السماء الفضية تنكر كايتو كيد أيضا في شخصية كودو شينتيشي وظهر أمام ران والآخرين
وهو شديد الشبه بسينشي كودو متفوق في المواد العلمية وأيضا جميع أنواع الرياضات، يستعمل كايتو كيد أدوات مساعدة له ومن أبرزها ورق اللعب المعدني الرقيق الحاد ويقوم بإطلاق الورق المعدني بواسطة بندقية مخصصة لذلك وهو يمتلك طائرة شراعية وقنابل دخانية يستخدمها للهرب من رجال الشرطة وعنده مساعد أيضا عمل سابقا مع والده وهو جي وهو العجوز الذي يظهر في الصورة مع أب كايتو هو المساعد الوفي لوالد كايتو، يحاول مرارا وتكرارا إقناع كايتو بالعدول عن فكرة تقمص شخصية كايتو كيد مع أن كايتو لا يصغي إليه أبدا، ودائما ما يكرر أقوال سيده تويتشي : عندما تواجهك مغامرة فأنت هناك في ميدان المعركة لا يمكنك أن تغضب أو حتى أن تعطس فيجب عليك معرفة عدوك ومن ثم مواجهته واضعا صميم قلبك فيما أنت مقبلٌ عليه ومستخدما كل مهاراتك وإمكانياتك
بالإضافة إلى كوسومي أكاكو وخادمه.
ولقد حاول كونان(سينشى) في الأفلام الإمساك به ولكنه فشل